# 小宮町
小宮町（こみやまち）は東京府の南西部、南多摩郡に属していた町。

## 地理
- 河川：多摩川、谷地川、浅川、川口川

## 歴史
- 1889年（明治22年）4月1日 町村制施行により、神奈川県南多摩郡大和田村、北大谷村、宇津木村、石川村、粟ノ須村、北平村、西中野村が合併し小宮村が成立する。
- 1893年（明治26年）4月1日 - 南多摩郡が北多摩郡、西多摩郡とともに東京府へ編入される。
- 1934年（昭和9年）10月1日 - 町制施行し小宮町となる。
- 1941年（昭和16年）10月1日 - 八王子市へ編入される。
- 1943年（昭和18年）7月1日 - （東京都制施行。）

## 交通

### 鉄道
- 日本国有鉄道八高線
  - 小宮駅

消滅後、1959年になってから旧町域内に北八王子駅が設置された。